# Jiří Emil Marek
Jiří Emil Marek, rodným jménem Puchwein (* 1946 Soběslav) je český publicista, scenárista, vinař a novinář. Jeho otec Jiří Marek byl český novinář a spisovatel.

## Životopis
Narodil se v roce 1946 v jihočeské Soběslavi. Je nejstarším synem českého spisovatele Jiřího Marka. Absolvoval Univerzitu Karlovu v Praze. Začínal jako novinář, publicista a scenárista, avšak v 80. letech 20. století byl donucen odejít z těchto profesí. Od 90. let 20. století se věnuje podnikání a esoterice. V roce 1992 otevřel své soukromé vinařství v Olbramovicích.
Učil se a později spolupracoval s docentem Ivo Chudáčkem. Společně v roce 1998 napsali knihu Fyzika na pokraji světa, aneb, Psychotronika.

## Filmografie

### Scenárista
- Panoptikum Města pražského (1988) – spolupráce na scénáři